# Namibiotrupes penrithae
Namibiotrupes penrithae is een keversoort uit de familie cognackevers (Bolboceratidae). De wetenschappelijke naam van de soort werd in 1977 gepubliceerd door Jan Krikken.